# Iglesia de Nuestra Señora de la Consolación (Vilna)
La iglesia de Nuestra Señora de la Consolación (en lituano: Švč. Mergelės Marijos Ramintojos bažnyčia) es un edificio religioso católico que localizado en Vilna, Lituania.La iglesia es el último hito del barroco de Vilna.

## Historia
En lugar de esta iglesia hubo una antigua iglesia dedicada a San Cosme y San Damián, luego una pequeña iglesia de madera construida en 1670 dedicada a la Transfiguración del Señor, perteneciente a la orden carmelita. Los canónigos regulares de San Agustín, que llegaron a Wilno dos años antes, la adquirieron en 1675, así como dos terrenos adyacentes. Comenzaron la construcción de una iglesia de madera finalizada en 1679. 
El gran incendio de 1742 lo destruyó todo. La iglesia fue construida por la orden de los Augustinos en 1746-1768.Cerca de la iglesia hay un complejo monástico de dos plantas.La iglesia era muy famosa por el icono en el altar mayor que representa a la Virgen María, consoladora de los afligidos, y que era milagroso. 
El convento fue ampliado a finales del siglo XVIII para albergar un noviciado, pero los religiosos se trasladaron unos años más tarde, en 1803, a Kowno (Kaunas). Los edificios pasaron a la Universidad de Vilna para su facultad de teología Cuando la universidad fue cerrada en 1832 debido al Levantamiento de Noviembre, el antiguo convento de los Agustinos albergó el seminario diocesano hasta 1842. Este se trasladó a San Petersburgo en 1844 cuando se fundó un seminario católico para los súbditos católicos del Imperio ruso. El edificio pasó luego a la Iglesia ortodoxa rusa, que inmediatamente instaló allí su propio seminario y transformó la distribución del conjunto. La iglesia pasó durante dos años a la Orden carmelita, pero fue cerrada en 1854 para ser reconstruida y convertirse en la iglesia del seminario ortodoxo. El coro fue demolido, el icono milagroso de Nuestra Señora de la Consolación fue trasladado a la iglesia de San Juan Bautista y San Juan Evangelista, el gran órgano fue trasladado a la catedral de Vilna, así como un retrato de cuerpo entero de Vitautas el Grande. Los altares con sus esculturas rococó se destruyeron y se construyó un iconostasio.
La iglesia volvió al culto católico sesenta y cuatro años después, en 1918. Parte del antiguo convento constituyó la Universidad Esteban I Báthory, con residencias de estudiantes y sede de la asociación de estudiantes. Del otro lado se instaló una escuela normal para profesores. La parte sur del complejo albergó una escuela secundaria para niñas durante el período soviético de 1940-1941, que fue destruida durante los combates de 1944.
Tras la Segunda Guerra Mundial y la expulsión de los polacos, las autoridades soviéticas trajeron a decenas de miles de lituanos y el complejo se transformó, como tantos otros, en habitaciones y viviendas. Los académicos tendrán allí su alojamiento. Posteriormente, la iglesia barroca se transformó en un almacén de verduras y el interior se hormigonó por completo.
Desde 2017, la iglesia pertenece al Ministerio del Interior de Lituania.

## Galería

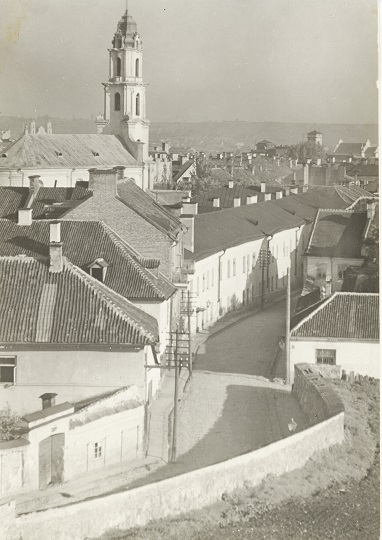
Iglesia y alrededores en 1914
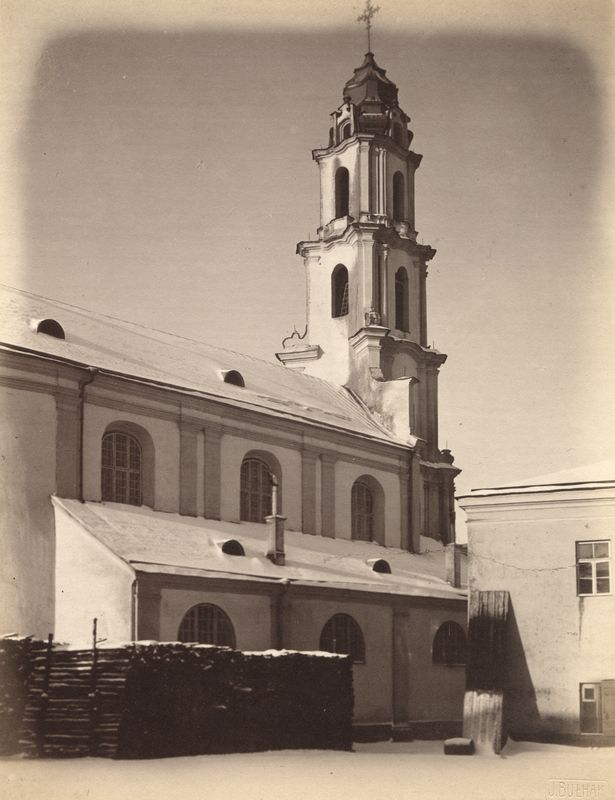
Vista lateral en 1914
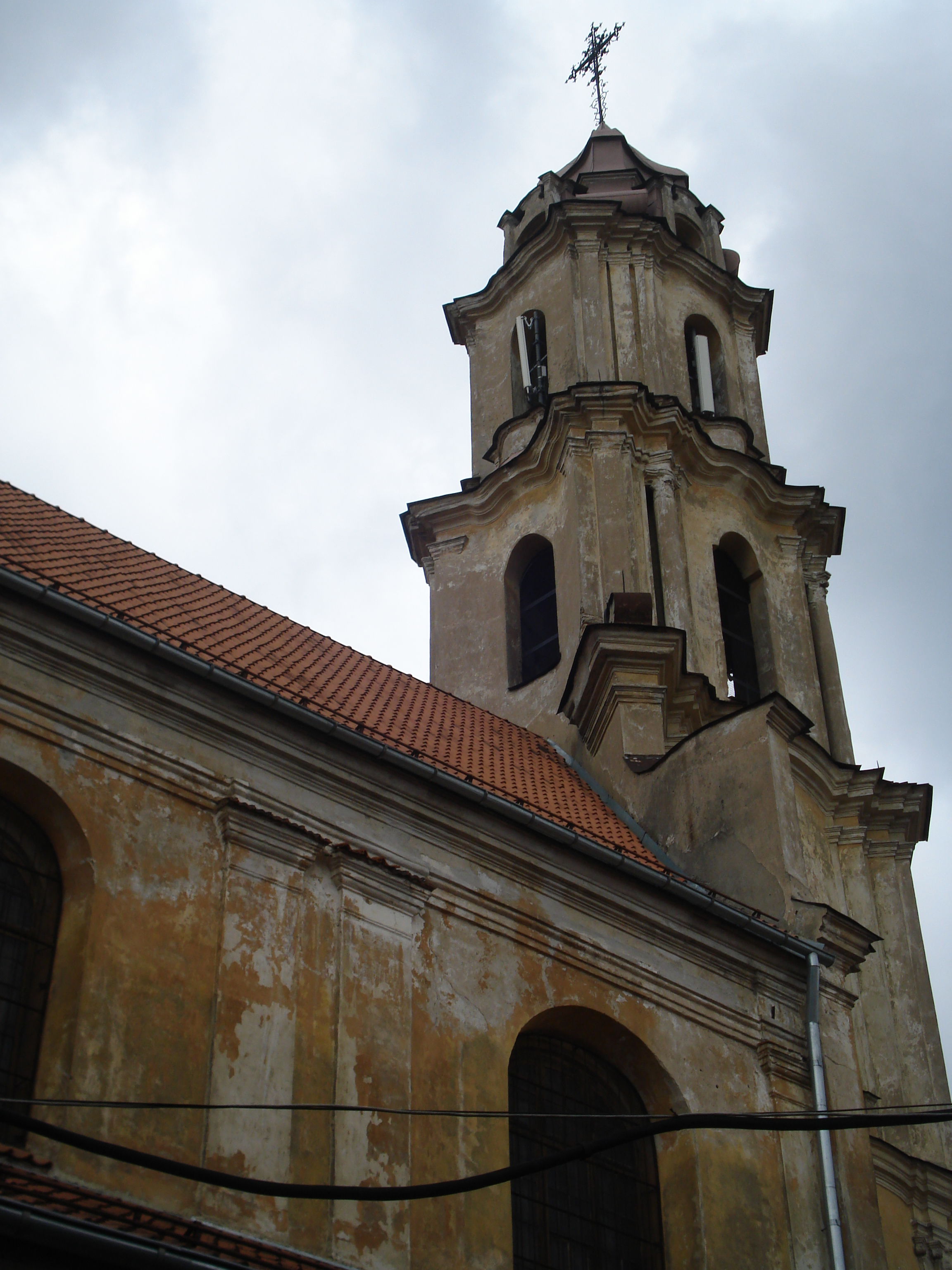
Detalle del campanario